# Bernard de Montfaucon
Bernard de Montfaucon (16. ledna 1655 zámek Soulatgé - 21. prosince 1741 Paříž) byl francouzský benediktinský mnich, historik a jeden ze zakladatelů moderní paleografie.

## Život
Bernard byl šlechtického původu. Jeho zájem o staré spisy se projevil již brzy. Jako mladík četl francouzský překlad Plútarchových Životů. V roce 1672 vstoupil na kadetskou školu v Perpignanu, aby mohl nastoupit vojenskou kariéru. Sloužil dva roky v armádě generála Henriho de Turenne v Německu. Po vážné nemoci však v roce 1676 vstoupil do benediktinského řádu a za krátkou dobu se naučil řecky. Potom studoval hebrejštinu, syrštinu, chaldejštinu, koptštinu a zabýval se numismatikou.

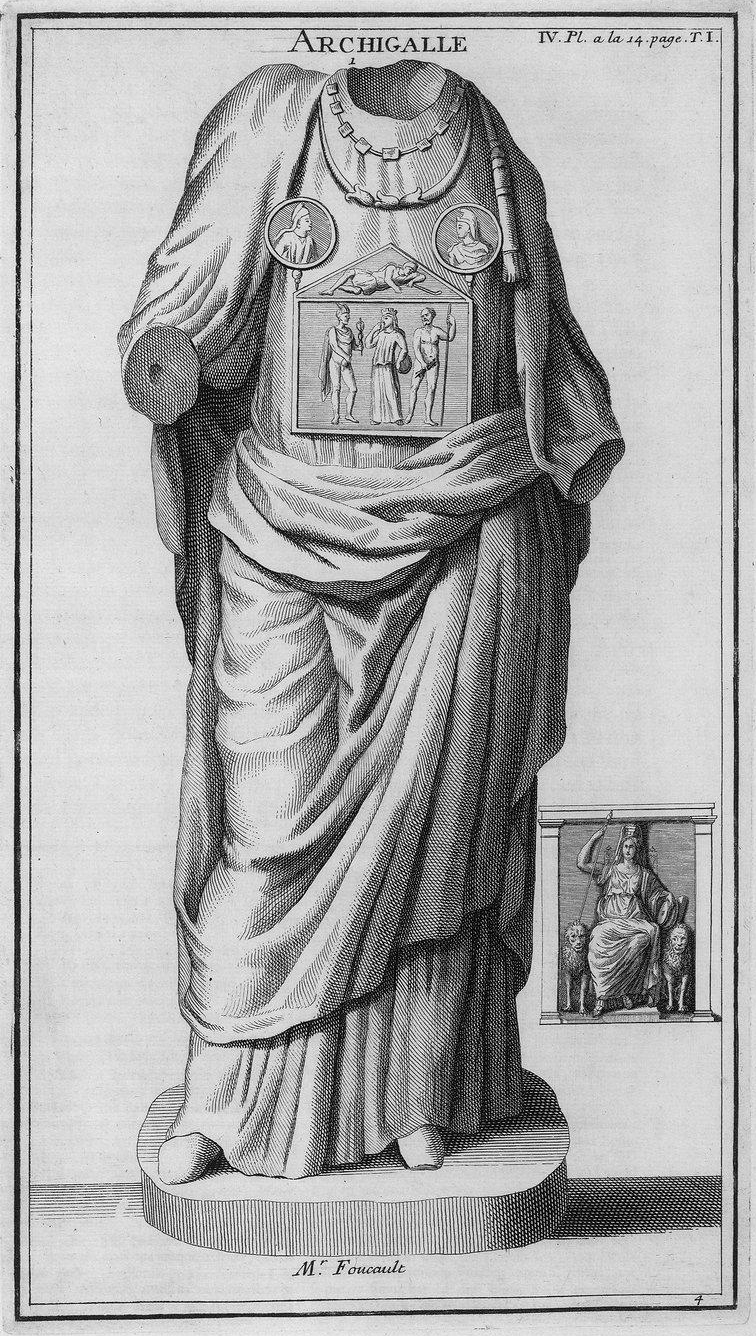
Kněz Kybélina kultu, ilustrace z knihy L'Antiquité expliquée et représentée en figures

Bernard de Montfaucon byl pak v roce 1687 povolán do kláštera St. Germain-des-Prés v Paříži a pracoval pod vedením Jeana Mabillona na vydávání řeckých církevních otců. V roce 1694 byl jmenován kurátorem sbírky mincí. V letech 1698 až 1701 se z pověření řádu Maurinů odebral do Itálie, kde studoval staré rukopisy. Tam poznal Lodovica Antonia Muratoriho v Miláně a papeže Inocence XII. v Římě. Na základě poznatků ze svých cest publikoval do roku 1718 mimo jiné díla Atanáše, Órigena a Jana Zlatoústého a v roce 1739 také rozsáhlý katalog rukopisů nejvýznamnějších evropských knihoven. V knize L'Antiquité expliquée et représentée en figures (1719) otiskl a komentoval 1120 vyobrazení starověkých památek. V knize Les monumens de la Monarchie françoise (1733) popsal francouzské památky včetně tapisérie z Bayeux, kterou znovu objevil teprve před několika lety.
V roce 1708 vydal Bernard de Montfaucon učebnici starořeckých písem Palaeographia graeca. Za tím účelem prozkoumal více než 11 000 rukopisů. Je proto považován za zakladatele řecké paleografie. V roce 1719 byl Montfaucon jmenován čestným členem Académie des inscriptions et belles-lettres .
Je pohřben v Chapelle de la Vierge v Saint-Germain-des-Prés vedle Jeana Mabillona.